# Cymopterus goodrichii
Cymopterus goodrichii là một loài thực vật có hoa trong họ Hoa tán. Loài này được S.L.Welsh & Neese mô tả khoa học đầu tiên năm 1980.